# Zračna luka Zürich
Zračna luka Zürich (IATA: ZRH, ICAO: LSZH) također zvana Zračna luka Kloten, nalazi se u kantonu Zürich, Švicarska. Zračna luka je najveće međunarodno polazište i destinacija Švicarske te je glavno čvorište Swissa. Prostire se kroz Kloten, Rümlang, Oberglatt, Winkel i Opfikon.  Sa zračnom lukom upravlja Flughafen Zürich AG. Za cjelokupnu kontrolu zračnog prometa za Zürich odgovoran je Skyguide.

## Promet
Zračna luka izgubila je veliki dio prometa kada je svoje poslovanje zatvorio Swissair. Otkada je Lufthansa preuzima njegovog nasljednika Swiss International Air Lines promet je započeo ponovno rasti. Postoje tri operativne piste te pista 14/32 koja je jednosmjerna radi svog položaja na krajnjem sjevernom rubu prostora zračne luke.
U 2010. godini kroz Zračnu luku Zürich prošlo je 22,9 milijuna putnika.

## Vanjske poveznice
- Zurich Airport (Službena stranica)
- Unique (Flughafen Zürich AG)  Arhivirana inačica izvorne stranice od 2. ožujka 2010. (Wayback Machine) - operater